# Cabanes (Girona)
Cabanes is een gemeente in de Spaanse provincie Girona in de regio Catalonië met een oppervlakte van 15 km². Cabanes telt 915 inwoners (1 januari 2016).

## Demografische ontwikkeling
Bron: INE, 1857-2011: volkstellingen